# Irakli Labadze
Irakli Labadze (Georgisch: ირაკლი ლაბაძე) (Tbilisi, 9 juni 1980) is een tennisspeler uit Georgië die sinds 1998 uitkomt op de professionele tour.
In het enkelspel won Irakli negen toernooien op de ATP Challenger Tour.
In het dubbelspel stond hij drie keer in een finale op de ATP-Tour.

## Palmares
| Legenda                       | Legenda               |
| ----------------------------- | --------------------- |
| Grand Slam                    |                       |
| Olympische Spelen             |                       |
| tot 2009                      | vanaf 2009            |
| Tennis Masters Cup            | ATP Finals            |
| ATP Masters Series            | ATP Tour Masters 1000 |
| ATP International Series Gold | ATP Tour 500          |
| ATP International Series      | ATP Tour 250          |

### Dubbelspel
| Nr.                          | Datum           | Toernooi           | Ondergrond    | Partner       | Tegenstanders in finale            | Score        | Details |
| ---------------------------- | --------------- | ------------------ | ------------- | ------------- | ---------------------------------- | ------------ | ------- |
| Verloren finales herendubbel |                 |                    |               |               |                                    |              |         |
| 1.                           | 29 juli 2001    | ATP Sopot          | Gravel        | Attila Sávolt | Paul Hanley Nathan Healey          | 6–7(10), 2-6 | Details |
| 2.                           | 28 oktober 2001 | ATP St. Petersburg | Hardcourt (i) | Marat Safin   | Denis Golovanov Jevgeni Kafelnikov | 5-7, 4-6     | Details |
| 3.                           | 27 oktober 2002 | ATP St. Petersburg | Hardcourt (i) | Marat Safin   | David Adams Jared Palmer           | 6-7(8), 3-6  | Details |

## Resultaten grandslamtoernooien
| Legenda | Legenda                          |
| ------- | -------------------------------- |
| g.t.    | geen toernooi gehouden           |
| l.c.    | lagere categorie                 |
| –       | niet deelgenomen                 |
| G       | uitgeschakeld in de groepsfase   |
| 1R      | uitgeschakeld in de eerste ronde |
| 2R      | uitgeschakeld in de tweede ronde |
| 3R      | uitgeschakeld in de derde ronde  |
| 4R      | uitgeschakeld in de vierde ronde |
| KF      | uitgeschakeld in de kwartfinale  |
| HF      | uitgeschakeld in de halve finale |
| F       | de finale verloren               |
| W       | het toernooi gewonnen            |
| w-v     | winst/verlies-balans             |

### Enkelspel
| Toernooi        | 2002 | 2003 | 2004 | 2005 | 2006 |
| --------------- | ---- | ---- | ---- | ---- | ---- |
| Australian Open | 1R   | 1R   | 1R   | 1R   | –    |
| Roland Garros   | 2R   | 1R   | 2R   | –    | –    |
| Wimbledon       | 2R   | 1R   | 2R   | –    | 4R   |
| US Open         | 1R   | –    | 1R   | –    | –    |

### Mannendubbelspel
| Toernooi        | 2002 | 2004 | 2005 | 2006 |
| --------------- | ---- | ---- | ---- | ---- |
| Australian Open | 1R   | 1R   | 2R   | –    |
| Roland Garros   | –    | 1R   | –    | –    |
| Wimbledon       | –    | –    | –    | 3R   |
| US Open         | –    | 1R   | –    | –    |